# افشین صادقی
افشین صادقی (زادهٔ ‎۵ فروردین ۱۳۷۲) بازیکن هندبال اهل ایران است.